# Ali Nasser
Ali Nasser (Doha, 16 maggio 1986) è un ex calciatore qatariota, di ruolo difensore.